# 常德公主
常德公主（1424年—1470年），明朝公主，明宣宗第三女，孫皇后所生。
永樂二十二年（1424年），出生。
正統五年（1436年），年十二，孫太后將女兒嫁給薛桓，后封大长公主。
成化六年（1470年），公主去世，年四十六歲。停朝一日，并賜祭祀喪葬如舊。